# Martin Milag
Martin Milag, auch: Martinus Milagius (* 2./12. März 1598 in Triestewitz; † 28. Juli 1657 in Dessau) war ein Jurist und Diplomat in fürstlich-anhaltischen Diensten.

## Leben
Obschon aus ärmlichen Verhältnissen stammend, gelang es Milag, sich ab 1619 in der Jurisprudenz-Fakultät der Universität Frankfurt/Oder zu immatrikulieren. Als Licentiat der Rechte ging er 1623 zu Verwandten nach Zerbst, wo er sich als Jurist betätigte. 1626 berief ihn Fürst Christian I. von Anhalt-Bernburg als Gerichts-Amtmann nach Bernburg (Saale). Nach Christians Tod trat er in die Dienste des Fürsten Ludwig I. von Anhalt-Köthen, der ihn als Fürstlicher Rat an die Kanzlei seiner Statthalterei in Halberstadt versetzte. Milag verblieb in dieser Stellung bis 1634 und kehrte anschließend nach Anhalt zurück, wo er die Fürsten Ludwig und August als Fürstlicher Rat in juristischen Fragen beriet. Mehrfach ging er auf diplomatische Sendungen. Ab 1638 finden wir ihn am Zerbster Hof als Kanzler. Bei den Friedensverhandlungen in Osnabrück und Münster vertrat er die anhaltischen Fürsten als Bevollmächtigter.  Auch nach 1648 verblieb er weiterhin ausschließlich in anhaltischen Diensten. Auf diplomatischen Reisen und Zusammenkünften vertrat er wiederholt die anhaltischen Interessen. Am 28. Juli 1657 verstarb er kaum sechzigjährig in Dessau.  Er war zweimal verheiratet (einmal mit Catharina Müller) und wurde von vier seiner Söhne überlebt, deren Nachfahren sich nach Nobilitierung von Milagsheim nannten.
Unter dem Namen „Der Mindernde“ war er ein aktives Mitglied der Fruchtbringenden Gesellschaft. Er veröffentlichte zahlreiche juristische Schriften in lateinischer Sprache sowie ein umfangreiches geistliches Liederbuch: Der singende Jesaia, oder der Prophete Jesaia in reine deutsche Reime gebracht und in 114 Gesänge eingetheilt, die nach den bekannten französischen Melodien der Psalmen Dr. Ambrosius Lobwassers gesungen werden können (Bremen 1646).  Darin u. a. vier Lieder von Diederich von dem Werder.